# Norops villai
Norops villai este o specie de șopârle din genul Norops, familia Polychrotidae, descrisă de Walter Hood Fitch și Henderson 1976. Conform Catalogue of Life specia Norops villai nu are subspecii cunoscute.